# Rajd Halkidiki 1982
Rajd Halkidiki 1982 (7. Halkidiki Rally) – 7 edycja rajdu samochodowego Rajd Elpa rozgrywanego w Grecji. Rozgrywany był od 24 do 26 sierpnia 1982 roku. Była to trzydziesta runda Rajdowych Mistrzostw Europy w roku 1982 (rajd miał najwyższy współczynnik - 4) i dziesiąta runda Rajdowych Mistrzostw Grecji. Składał się z 24 odcinków specjalnych.

## Klasyfikacja rajdu
| Miejsce                      | Kierowca                     | Pilot                        | Samochód                     | Czas                         | Strata                       |                              |
| Klasyfikacja generalna i ERC | Klasyfikacja generalna i ERC | Klasyfikacja generalna i ERC | Klasyfikacja generalna i ERC | Klasyfikacja generalna i ERC | Klasyfikacja generalna i ERC | Klasyfikacja generalna i ERC |
| ---------------------------- | ---------------------------- | ---------------------------- | ---------------------------- | ---------------------------- | ---------------------------- | ---------------------------- |
| 1.                           | Jimmy McRae                  | Ian Grindrod                 | Opel Ascona 400              | 4:59:49                      | 0.0                          |                              |
| 2.                           | Antonio Fassina              | Roberto Dalpozzo             | Opel Ascona 400              | 5:02:38                      | +2:49                        |                              |
| 3.                           | Giorgos Moschous             | Kóstas Fertakis              | Nissan Violet GTS            | 5:09:53                      | +10:04                       |                              |
| 4.                           | Alexandros Maniatopoulos     | Sotiris Kokkinis             | Renault 5 Turbo              | 5:25:25                      | +25:36                       |                              |
| 5.                           | Guy Colsoul                  | Alain Lopes                  | Opel Ascona 400              | 5:26:09                      | +26:20                       |                              |
| 6.                           | NikoS Benveniste             | Konstantinos Stefanis        | Lancia Stratos HF            | 5:31:36                      | +31:47                       |                              |
| 7.                           | Vassileios Tsobanopoulos     | Ioannis Tsolakis             | Opel Kadett GT/E             | 5:44:34                      | +44:45                       |                              |
| 8.                           | Manolis Halivelakis          | Konstantinos Exarchos        | Toyota Corolla               | 5:57:39                      | +57:50                       |                              |
| 9.                           | Giorgos Raptopoulos          | Nikos Generalis              | Porsche 911                  | 6:16:38                      | +1:16:49                     |                              |
| 10.                          | Nikos Davaris                | Fotis Giaglis                | Datsun Sunny                 | 6:24:59                      | +1:25:10                     |                              |